# Puccinellia glaucescens
Puccinellia glaucescens là một loài thực vật có hoa trong họ Hòa thảo. Loài này được (Phil.) Parodi miêu tả khoa học đầu tiên năm 1937.